# Nobuo Fujishima
Nobuo Fujishima (Akita, Prefectura d'Akita, Japó, 8 d'abril de 1950), és un exfutbolista japonès.

## Selecció japonesa
Nobuo Fujishima va disputar 65 partits amb la selecció japonesa.